# Lappeenranta Rajaritarit
I Lappeenranta Rajaritarit  sono stati una squadra di football americano di Lappeenranta, in Finlandia, fondata nel 1983 e chiusa dopo il 2014.

## Dettaglio stagioni

### Tornei nazionali

#### Campionato

##### Vaahteraliiga
| Stagione | regular season | regular season | regular season | regular season | regular season | regular season | playoff | playoff | playoff | playoff | playoff | playoff   | playoff    |
|          | Vin            | Par            | Per            | Tot            | PF             | PS             | Vin     | Per     | Tot     | PF      | PS      | risultato | avversaria |
| -------- | -------------- | -------------- | -------------- | -------------- | -------------- | -------------- | ------- | ------- | ------- | ------- | ------- | --------- | ---------- |
| 1998     | 2              | 0              | 8              | 10             | 153            | 296            | -       | -       | -       | -       | -       | -         | -          |
| Totale   | 2              | 0              | 8              | 10             | 153            | 296            | -       | -       | -       | -       | -       |           |            |

Fonti: Enciclopedia del Football - A cura di Massimo Mezzetti

##### I-divisioona
| Stagione | regular season | regular season | regular season | regular season | regular season | regular season | playoff | playoff | playoff | playoff | playoff | playoff       | playoff         |
|          | Vin            | Par            | Per            | Tot            | PF             | PS             | Vin     | Per     | Tot     | PF      | PS      | risultato     | avversaria      |
| -------- | -------------- | -------------- | -------------- | -------------- | -------------- | -------------- | ------- | ------- | ------- | ------- | ------- | ------------- | --------------- |
| 1984     | 3              | 0              | 5              | 8              | 158            | 221            | -       | -       | -       | -       | -       | -             | -               |
| 2003     | 6              | 0              | 2              | 8              | 257            | 73             | 0       | 1       | 1       | 6       | 35      | Spagettimalja | Helsinki Demons |
| 2008     | 6              | 0              | 2              | 8              | 266            | 169            | 2       | 0       | 2       | 104     | 68      | Campioni      | Pori Bears      |
| Totale   | 15             | 0              | 9              | 24             | 681            | 463            | 2       | 1       | 3       | 110     | 103     |               |                 |

Fonti: Enciclopedia del Football - A cura di Massimo Mezzetti

##### II-divisioona
| Stagione | regular season | regular season | regular season | regular season | regular season | regular season | playoff | playoff | playoff | playoff | playoff | playoff   | playoff    |
|          | Vin            | Par            | Per            | Tot            | PF             | PS             | Vin     | Per     | Tot     | PF      | PS      | risultato | avversaria |
| -------- | -------------- | -------------- | -------------- | -------------- | -------------- | -------------- | ------- | ------- | ------- | ------- | ------- | --------- | ---------- |
| 2012     | 3              | 0              | 5              | 8              | 94             | 205            | -       | -       | -       | -       | -       | -         | -          |
| 2013     | 4              | 0              | 2              | 6              | 141            | 74             | -       | -       | -       | -       | -       | -         | -          |
| 2014     | 4              | 0              | 6              | 10             | 174            | 239            | -       | -       | -       | -       | -       | -         | -          |
| Totale   | 11             | 0              | 13             | 24             | 409            | 518            | -       | -       | -       | -       | -       |           |            |

Fonti: Enciclopedia del Football - A cura di Massimo Mezzetti

### Riepilogo fasi finali disputate
| Anno           | Luogo        | Evento       | Fase del torneo | Incontro                                   | Risultato |
| 23 agosto 2003 | Helsinki     | I-divisioona | Spagettimalja   | Helsinki Demons - Lappeenranta Rajaritarit | 35 - 6    |
| 30 agosto 2008 | Lappeenranta | I-divisioona | Spagettimalja   | Lappeenranta Rajaritarit - Pori Bears      | 52 - 35   |

## Palmarès
- 2 Spagettimalja (1997, 2008)